# AC Cobra

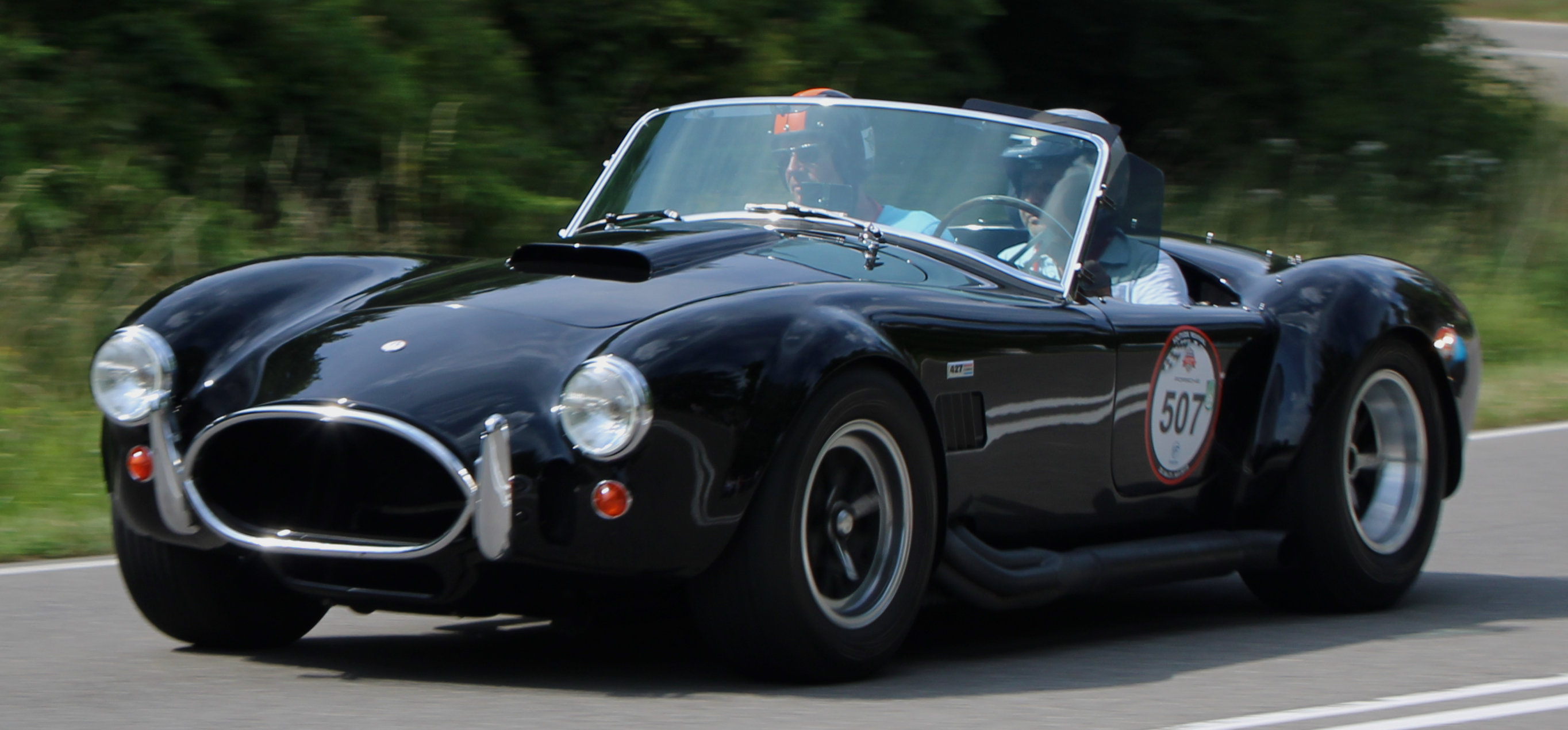
AC Cobra 289

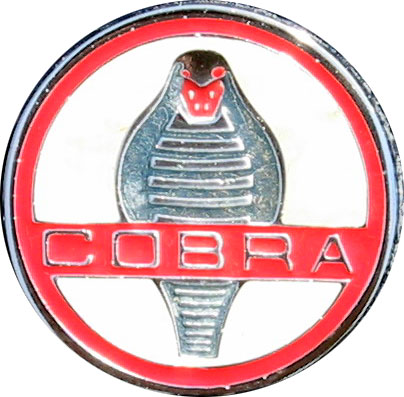
Logo der AC Cobra

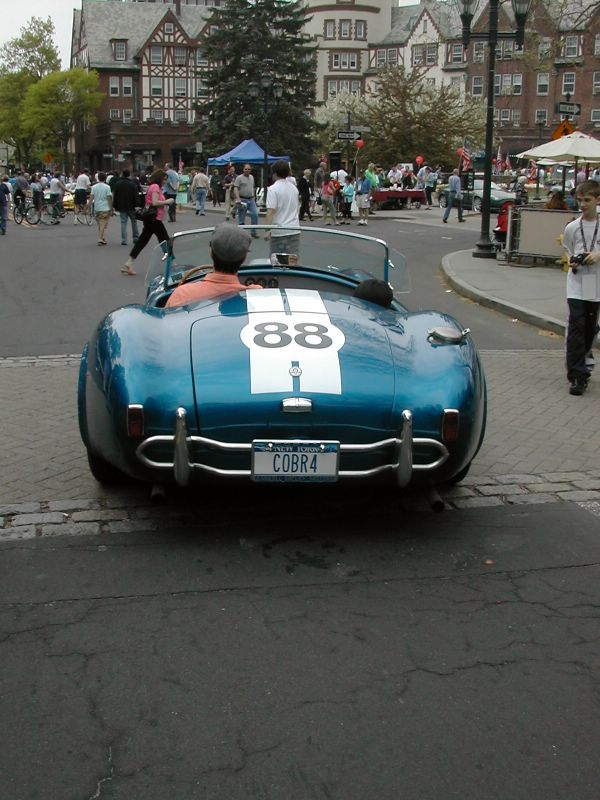
Heckansicht

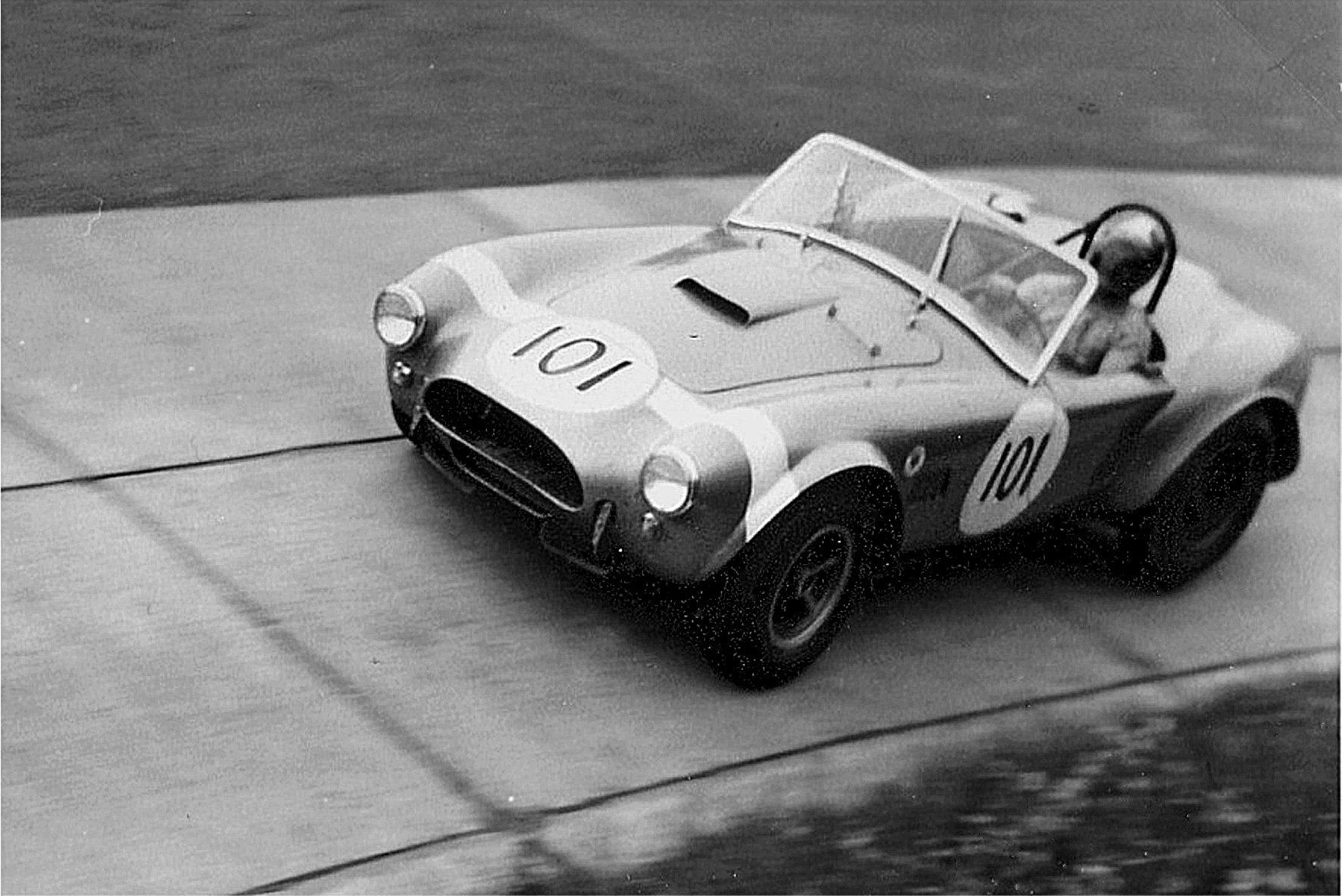
Cobra von Bondurant/Neerpasch 1964 beim Training zum 1000-km-Rennen auf dem Nürburgring. Im Rennen fiel der Wagen nach zwölf Runden mit Motorschaden aus.

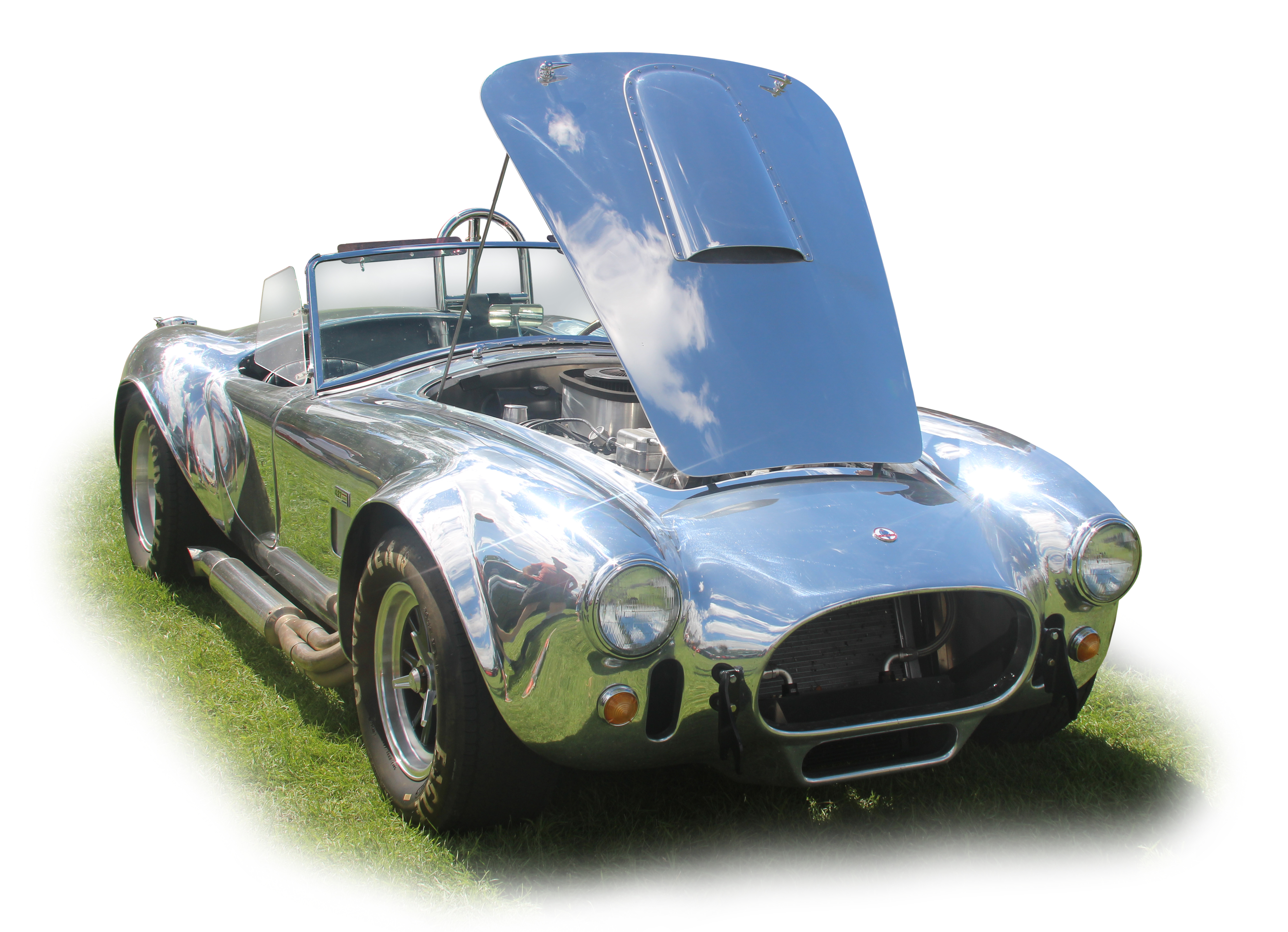
Shelby Cobra 427 SC, 8 Zylinder, 6998 cm³, 320 kW (435 PS)

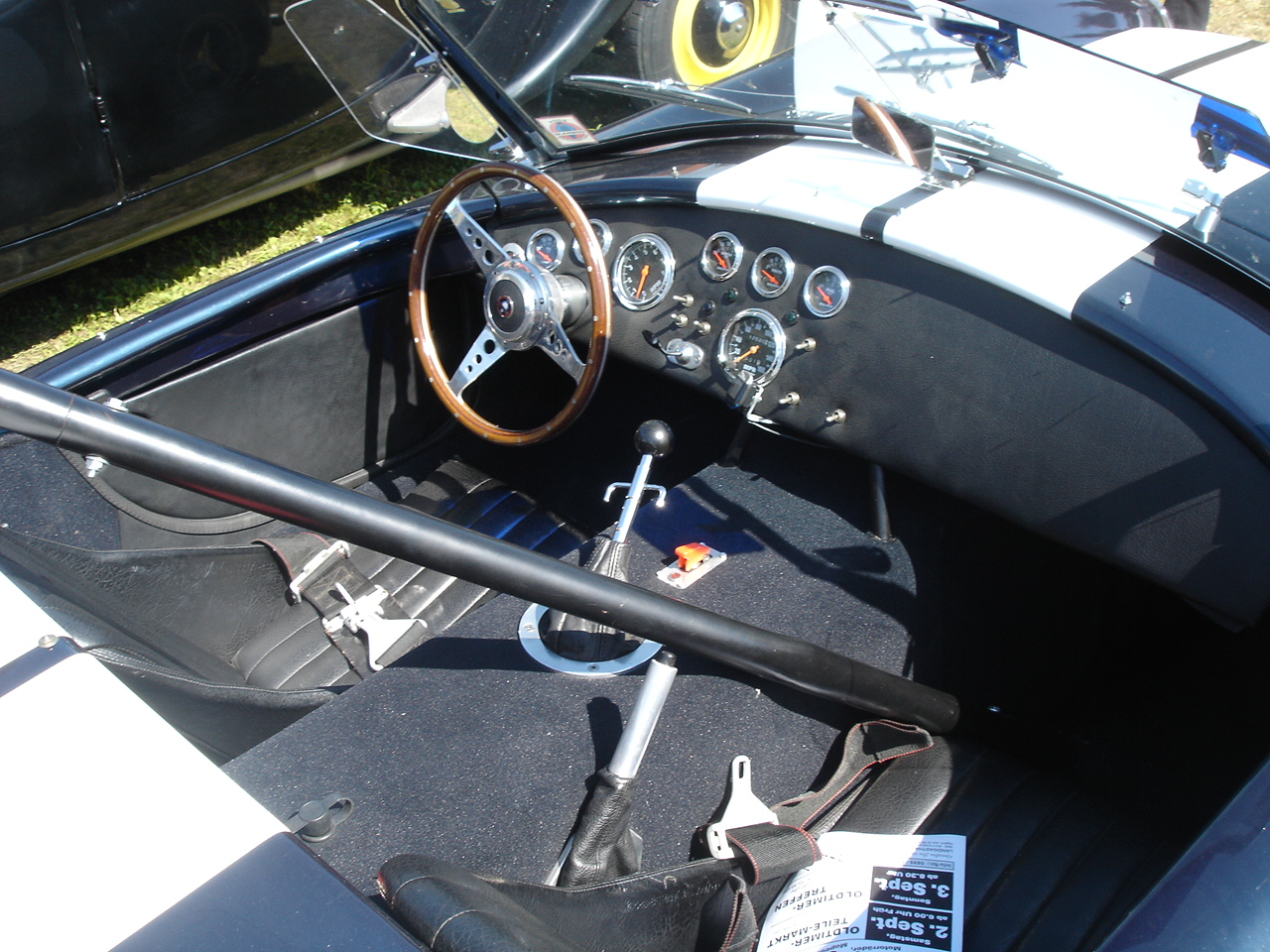
Innenraum einer Shelby Cobra

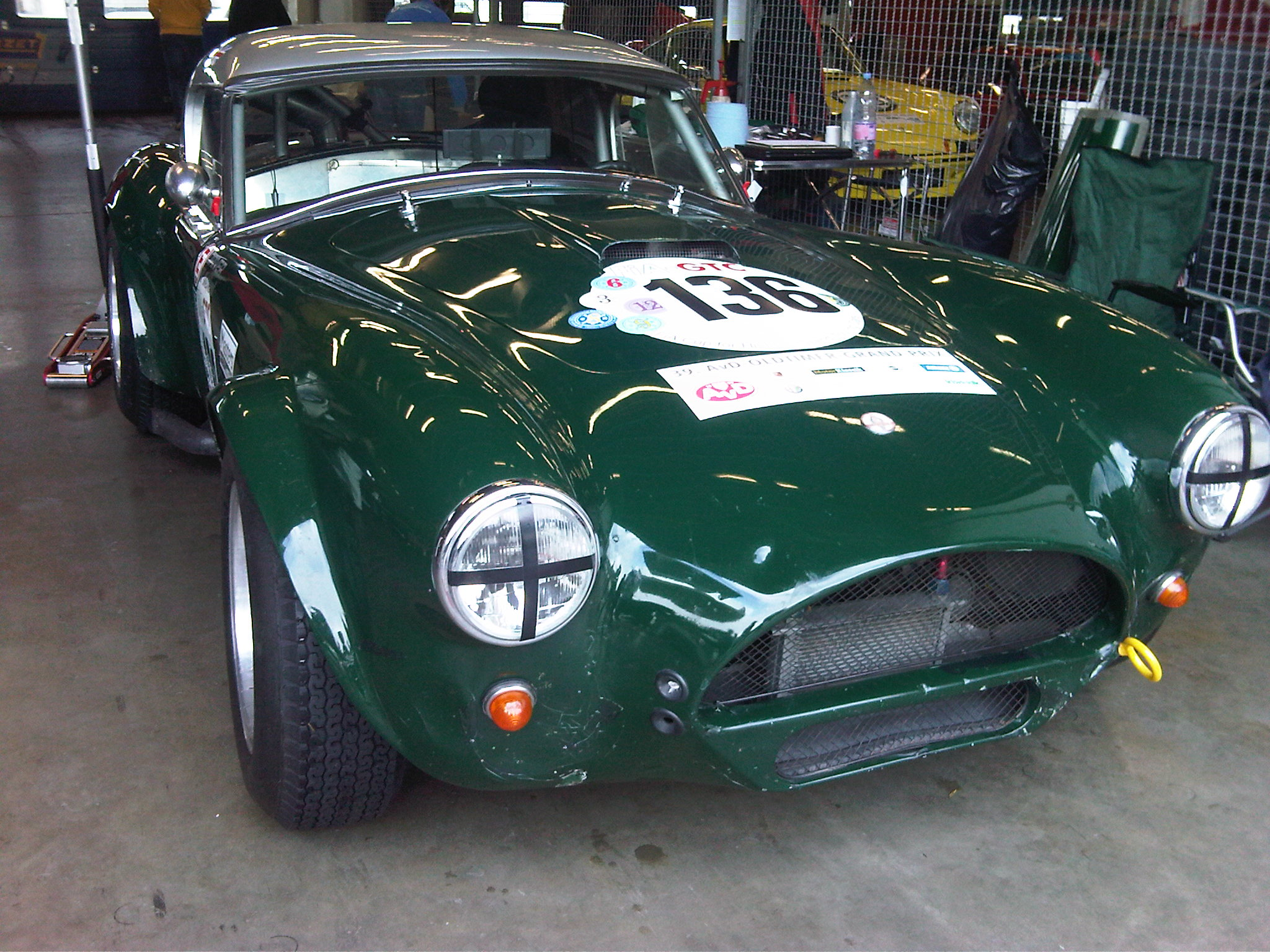
AC Shelby Cobra Mk II, 4727 cm³, Baujahr 1963

Die AC Cobra ist ein britischer Sportwagen, der ursprünglich für den Renneinsatz geplant war. Die Produktion begann 1962.
Der Texaner Carroll Shelby entwickelte das von dem 1905 gegründeten Automobilhersteller AC gebaute Modell AC Ace weiter, nachdem er AC vorgeschlagen hatte, einen amerikanischen Achtzylinder in das Ace-Chassis einzubauen. Die Cobra wurde durch ihn berühmt. Shelby setzte in den Wagen einen Ford-Motor ein, weshalb manche Amerikaner auch von einer Ford-Cobra sprechen. Heute werden für eine originale Cobra teils Preise über 1.000.000 Euro bezahlt, eine 427er „Super Snake“ erzielte im Jahre 2007 sogar einen Rekordpreis von 5,5 Millionen US-Dollar.

## Entwicklungsgeschichte der AC Cobra
Die Ace-Produktion sank bereits, als der frühere Rennfahrer Carroll Shelby aus Amerika 1961 anbot, das Auto mittels eines stärkeren Ford-V8-Motors aufzuwerten. Die Formalitäten waren schnell geregelt, und Ford begann, modifizierte 4,3-Liter-V8-Motoren zu liefern.
Shelbys Vorschläge wurden im AC-Werk Thames Ditton schnell umgesetzt, sodass der erste Wagen schon im Februar 1962 auf amerikanischen Straßen fuhr. Es wäre ein Leichtes gewesen, einen V8 einfach in den Motorraum zu setzen. Stattdessen wurden jedoch zusätzlich der Rahmen verstärkt sowie Kraftübertragung und Aufhängung dem stärkeren Motor angepasst. Außerdem erhielt der Wagen das Salisbury-Differentialgetriebe und die Scheibenbremsen aus dem Jaguar E-Type. Für die Kraftübertragung sorgte ein BorgWarner-Viergang-Getriebe.
Die Spur wurde verbreitert, ebenso die Kotflügel. So entstand die Cobra-typisch schlanke, aber muskulös wirkende Form. Die Höchstgeschwindigkeit lag bei 240 km/h. Die Fahrleistungen führten sofort zu Rennerfolgen in den USA. Dadurch ermutigt, beteiligte Ford sich stärker und schickte neue Entwicklungsvorschläge nach Thames Ditton, wo die Autos ohne Motoren ausgeliefert wurden.
Das amerikanische Rennprogramm führte zu einer Reihe von Neuerungen der 1962er Cobra 289 mit ihrem 4,7-Liter-V8-Motor und Zahnstangenlenkung.
Im Januar 1965 erschien dann der Typ 427 mit 7-Liter-Maschine, 312 kW (425 PS) bei 6500/min und einem maximalen Drehmoment von 641 Nm.
Die Entwicklung der Cobra 427 hatte aber bereits früher begonnen. Vorangetrieben wurde sie durch den experimentierfreudigen Rennfahrer Ken Miles, der 1964 einen 427-Kubikzoll-Motor (ca. 7 Liter Hubraum) in das Chassis einer 289er Cobra montierte. Dieser Ford-Motor stammte aus der NASCAR-Rennserie. Während der erste Einsatz dieses Fahrzeugs noch in einem spektakulären Unfall endete, war der zweite professionell vorangetriebene Versuch schon erfolgreicher. Jedoch wurde sehr schnell deutlich, dass die bisherige Cobra mit dieser Leistung überfordert war. Somit wurde, mithilfe von Spezialisten aus dem Hause Ford und AC-Cars, das Fahrzeug praktisch rundum erneuert. Die 427er Cobra besitzt im Gegensatz zum Vorgängermodell 289 einen steiferen Rahmen und Schraubenfedern mit innenliegenden Stoßdämpfern, die Räder sind an doppelten Querlenkern aufgehängt. Die Lagerung der Radaufhängung erfolgte je nach geplantem Einsatzzweck der Cobra entweder in Gummi (Straßenversionen) oder in viel härterer Bronze (Rennversionen bzw. sportliche Straßenversionen). Die Antriebswellen und die Bremsen (Girling-Scheibenbremsen, vorne 292 mm, hinten 273 mm Durchmesser) wurden viel größer dimensioniert, um dem deutlichen Drehmomentanstieg bzw. der erhöhten Endgeschwindigkeit zu entsprechen. Außerdem wurde die Karosserie nochmals verbreitert, um Platz für die breiteren Reifen in der Dimension 8,15 × 15 zu schaffen. Die Fahrzeuge wurden weiterhin in England vorgefertigt und später in den USA lackiert und mit Motoren ausgestattet. Da es sich bei dem 427er um einen Leichtbaumotor für Renneinsätze handelte, bestanden seitens der Ford Motor Company teilweise Lieferschwierigkeiten für diesen Antrieb. Deshalb wurde ein großer Teil der 427er Cobras tatsächlich mit einem 428-Kubikzöller bestückt. Der 428er war etwas leistungsschwächer als der 427er, wobei 265 kW (360 PS) zur Verfügung stehen. Fahrzeuge für den Automobilsport wurden jedoch mit dem 427er ausgestattet. Zu diesen zählen auch die wenigen zu Homologationszwecken gebauten 427-S/C-Fahrzeuge, die das Bild von der Cobra mit Rennstreifen und Sidepipes nachhaltig prägten. S/C steht für „Semi Competition“, und so waren diese Fahrzeuge von einem reinen Rennwagen auch nicht mehr weit entfernt. Sie unterschieden sich von der normalen Cobra in verschiedenen Details wie z. B. Instrumentenbestückung, den erwähnten Sidepipes oder den Verzicht auf Komfortausstattungen. Von diesem Modell wurden 50 Stück gebaut, von denen 16 so weit modifiziert wurden, dass sie als erfolgreiche Rennwagen eingesetzt werden konnten. Später wurden viele Cobras zu S/C-„Lookalikes“ umgebaut. Von der Shelby Cobra 427 wurden insgesamt 348 Fahrzeuge gebaut. Die Produktion der Shelby Cobras endete 1966. AC stellte seine eigene schraubengefederte und mit der breiteren Karosserie versehene 289er Version bis 1968 her, verlor dann aber das Interesse an diesem Fahrzeug und entwickelte weniger leistungsstarke Konzepte auf Basis des Cobra-Fahrgestells, um sie in Europa abzusetzen. Shelby konzentrierte sich auf den Shelby Mustang, auf Basis des Ford Mustang Fastback.
Somit schien die Produktionszeit der Fahrzeuge mit dem Namen „Cobra“ abgelaufen. Jedoch kam Brian Angliss, Gründer von Autokraft in Brooklands, mit AC überein, das Emblem weiterführen zu dürfen, und erhielt die Form am Leben. In den frühen 1980er-Jahren tauchte die Cobra als AC Mark IV wieder auf. Seit 1995 werden auch wieder Shelby Cobras von Shelby American gebaut. Diese Fahrzeuge machen nur wenige Zugeständnisse an die modernen Zulassungsvorschriften, da sie zum Teil mit dem originalen 427er Motor in den USA gebaut werden. In logischer Folge haben diese Fahrzeuge die Fahrgestellnummern CSX 4xxxx.
Unabhängig von Shelby American hat es auch von Seiten des zweiten beteiligten Herstellers der originalen AC Cobra diverse Wiederbelebungen der AC Cobra gegeben, die meistens auf der historischen Cobra 427 basierten. Zuletzt war die AC Cars Limited aktiv, seit 2016 (Gründung) bzw. 2020 (Produktionsstart) die AC Cars (England) Limited. Daneben existiert auch noch die Gesellschaft AC Cars by Gullwing. Sämtliche der drei genannten Gesellschaften verwenden das AC-Logo auf der Motorhaube, nicht aber die Shelby-Cobra. Nicht offengelegt ist, in welchem Verhältnis die drei Gesellschaften zueinander stehen. Lediglich die Schließung des Werks auf Malta ist bekannt. Laut internationalem Markenamt liegen die Rechte der Wortmarke  „AC Cobra“ seit 15. April 2013 bei der Acedes Holding LLC, die auch die Rechte für die Wortbildmarke AC Cobra beantragt hat. Die Rechte für „Cobra“ liegen bei Ford., jene von „Shelby“, jedoch ohne Zusatz „Cobra“, dafür aber mit Zusatz „289“ und „427 S/C“ bei der Caroll Hall Shelby Trust.

## Cobra-Versionen
- AC Cobra 260: die Urversion von 1962 mit Ford 4,3-Liter V8-Motor.
- Cobra Mark II 289: Hatte denselben Aufbau wie die Erstversion, war aber mit dem 4,7-Liter-V8-Motor von Ford ausgerüstet und meistverkauftes Modell in Europa.
- Cobra 427: Modifizierte, verstärkte Variante des Mk II, ausgestattet mit einem 7-Liter-V8-Motor und über 250 km/h schnell
- AC 428: Das Cobra-427 Chassis mit neuem Coupé- oder Spideraufbau aus Stahl, entworfen von Frua in Turin. Ohne Einfluss von Shelby ausschließlich von AC zwischen 1966 und 1973 produziert.
- Cobra Mark IV: Überarbeitete Version mit stärkeren Gitterrohren, Scheibenbremsen, Fünfgang-Getriebe und Luxusausstattung, ab 1975 von Autokraft hergestellt.

## Geschichte in Stichpunkten
- 1961 Der Texaner Carroll Shelby, ein ehemaliger US-Rennfahrer, beginnt mit Unterstützung der Ford-Motor-Company Verhandlungen mit AC Cars über den Einbau eines großen V8-Motors in einen AC Ace. Das Fahrzeug wird von AC Cars gebaut. Resultat ist die AC Cobra, aufgrund seines niedrigen Leistungsgewichts einer der schnellsten und spurtstärksten Sportwagen, die damals gebaut wurden.
- 1962 Die Produktion von AC Cars konzentriert sich ganz auf die Herstellung der Cobra. Jedes Fahrzeug wird in Handarbeit gebaut.
- 1963 Die Produktionszahl erreicht 15 Cobras pro Woche.
- 1964 Die AC Cobra erreicht auf der M1-Autobahn einen neuen Geschwindigkeitsweltrekord von 183 mph (ca. 293 km/h) und wird ins Guinness-Buch der Rekorde als schnellstes Straßenauto der Welt eingetragen. Diesen Titel hält sie viele Jahre.
- 1965 AC Cobra gewinnt die Sportwagenweltmeisterschaft. In diesem Jahr wird eine Geschwindigkeitsbeschränkung auf US-Autobahnen von 112 km/h eingeführt.
- 1966 AC Cars produziert die 428, ein Sieben-Liter-Modell mit italienischem Design von Pietro Frua aus Turin. 29 Cabrios und 51 Coupés werden gebaut, bis 1973 die Produktion eingestellt wird.
- 1985 Eine verbesserte 5.0-Liter-AC Mark IV wird in den USA vorgestellt und verkauft. Sie wird mit den Originalwerkzeugen hergestellt und entspricht den amerikanischen Zulassungsvorschriften.
- 1990 Die „Lightweight“-Version wird vorgestellt.
- 1997 Bei der London Motor Show wird die neue AC Cobra Superblower vorgestellt.
- 1998 Bei der Birmingham Motor Show wird eine limitierte Version des AC MK II 289 FIA Roadster vorgestellt und neben der AC Ace und der AC Superblower gezeigt.
- 1999 Die neue AC Cobra MK IV Carbon Road Series (CRS) mit Carbonkarosserie wird vorgestellt.
- 2000 Die neue AC 212 S/C mit einem 3,5-l-Biturbo-V8 von Lotus wird bei der Birmingham Motor Show vorgestellt.

Inzwischen gibt es von der Cobra wesentlich mehr Nachbauten als Originalmodelle. Das qualitative Spektrum ist sehr breit gestreut. Sehr preiswerte und gängige Nachbauten (als Kit Cars) nutzen Achsen und Fahrgestellteile von gebrauchten oder verunfallten Jaguar-Limousinen und einen Vierzylinder-Ford-Motor; die Karosserie besteht oftmals aus einem GFK-Laminat.

## Technische Daten und Messwerte
Im Dezember 1983 wurde eine Cobra Mk IV von der Fachzeitschrift Auto, Motor und Sport einem Test unterzogen. Bei der Beschleunigung von 0–100 km/h setzte die neue Cobra einen Rekord in der AMS-Testhistorie. Sie war der erste Wagen mit Straßenzulassung, der unter 5 Sekunden von null auf hundert sprintete. Erst im Oktober 1984 war ein Ruf BTR noch schneller.
| Modell      | Motor | Hubraum  | Leistung        | Leergewicht | Beschl. 0–100 km/h | Höchstgeschw. | Verbrauch/100 km | Neupreis   |
| ----------- | ----- | -------- | --------------- | ----------- | ------------------ | ------------- | ---------------- | ---------- |
| Cobra Mk IV | V8    | 5752 cm³ | 220 kW (300 PS) | 1220 kg     | 4,9 s              | 227 km/h      | 21,5 l           | 130.000 DM |